# Mahesh Babu

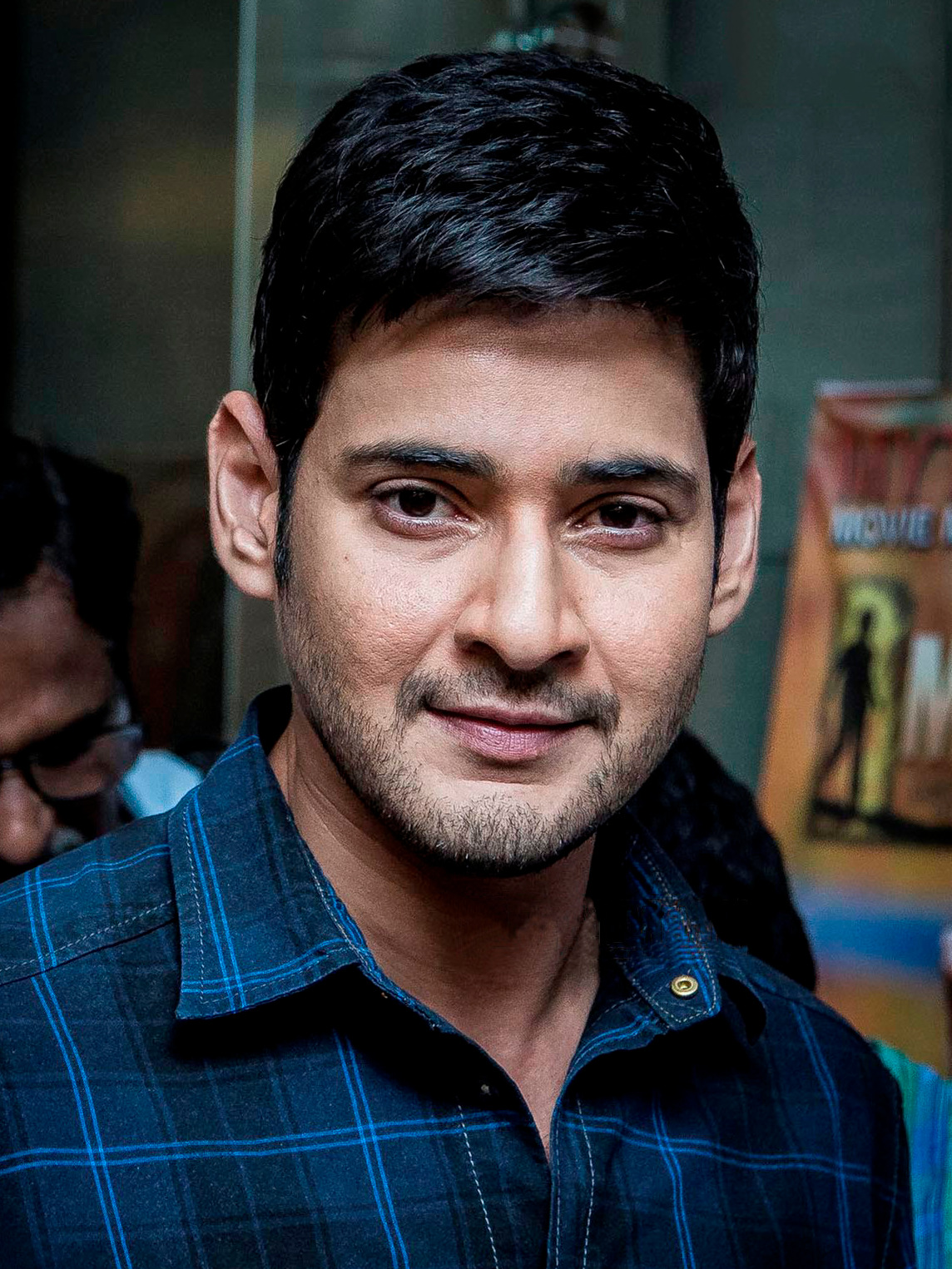
Mahesh Babu

Ghattamaneni Mahesh Babu (telugu: మహేష్ ‌బాబు), född 9 augusti 1974 i Madras (dåvarande Chennai), Indien, även känd som Prince av fans, är en skådespelare i den indiska Tollywoodindustrin.

## Bakgrund
Mahesh Babu är son till teluguskådespelaren Krishna och Indira Devi. Babu är född och uppväxt i Madras och har fått större delar av sin utbildning i hemstaden. Han har en äldre bror, Ramesh, två äldre systrar, Padmavathi och Manjula samt den yngre systern Priyadarsini. Han är gift med den kända Bollywoodskådespelerskan Namrata Shirodkar och deras första son föddes den 31 augusti 2006.

## Karriär
Mahesh Babu började sin filmkarriär som barnskådespelare i sin pappas filmer innan han gjorde sin debut som skådespelare. Hans debutfilm som ledande rollinnehavare var Rajakumarudu, tillsammans med Preity Zinta. Följande filmer var bland andra Yuvaraju och Vamsi, vilka hjälpte honom att etablera sin karriär. 2001 fick Babu sitt riktiga genombrott i Indien. Filmen Murari, regisserad av Krishna Vamsi banade väg för honom där han spelade mot Sonali Bendre. Hans kommande två filmer, Takkari Donga och Bobby floppade ordentligt. Filmen Okkadu (2003) blev en av de största filmerna inom Tollywood, och samma år floppade han igen med filmen Nijam. Filmen Naani, en telugisk version av den tamilska New, blev också en flopp. Från juni 2004 till juli 2005 arbetade han med Athadu som blev en stor hit i både Indien och utomlands. Pokiri blev en ny storsäljare när den kom i april 2006.

## Filmografi
- 1999 – Raja Kumarudu
- 2000 – Yuvaraju
- 2000 – Vamsi
- 2001 – Murari
- 2002 – Takkari Donga
- 2002 – Bobby
- 2003 – Okkadu
- 2003 – Nijam
- 2004 – Naani
- 2004 – Arjun
- 2005 – Athadu
- 2006 – Pokiri
- 2006 – Sainikudu
- 2007 – Athidhi
- 2007 – Mirchi
- 2008 – Hare Rama Hare Krishna